# Хондорф
Хондорф (њем. Hohndorf) општина је у њемачкој савезној држави Саксонија. Једно је од 69 општинских средишта округа Ерцгебирге. Према процјени из 2010. у општини је живјело 3.887 становника. Посједује регионалну шифру (AGS) 14521290.

## Географски и демографски подаци
Хондорф се налази у савезној држави Саксонија у округу Ерцгебирге. Општина се налази на надморској висини од 363 метра. Површина општине износи 5,3 km². У самом мјесту је, према процјени из 2010. године, живјело 3.887 становника. Просјечна густина становништва износи 739 становника/km².